# Limios alsos
Limios alsos (altgriechisch Λίμιος ἄλσος) ist – sofern das Zweitglied altgriechisch ἄλσος ‚Hain‘ ist – ein Ortsname, der in der Geographia des Claudius Ptolemaios als einer der im Innern der Germania magna nördlicher im Osten liegenden Orte (πόλεις) mit 41° 00′ Länge (ptolemäische Längengrade) und 53° 30′ Breite angegeben wird. Limios alsos liegt damit nach Ptolemaios zwischen Stragona und Boudorigon. Wegen des Alters der Quelle kann eine Existenz des Ortes um 150 nach Christus angenommen werden.
Bislang konnte der Ort nicht sicher lokalisiert werden. Ein interdisziplinäres Forscherteam um Andreas Kleineberg, das die Angaben von Ptolemaios neu untersuchte, lokalisiert zurzeit Limios alsos anhand der Transformation der antiken Koordinaten beim heutigen Zirke (Sierakow) in der Woiwodschaft Großpolen in Polen. Es könnte ein alter Übergang über die Warthe gewesen sein. Archäologisch liegt damit ein Zusammenhang mit der Oder-Warthe-Gruppe bzw. der frühen Przeworsk-Kultur, einer archäologischen Kultur, welche die Forschung im Allgemeinen mit den frühen Wandalen und Burgunden sowie mit den Lugiern verbindet, vor.